# Sarcinodes punctata
Sarcinodes punctata är en fjärilsart som beskrevs av W. Warren 1894. Sarcinodes punctata ingår i släktet Sarcinodes och familjen mätare. Inga underarter finns listade.